# Galerie Atrium ed Arte

Galerie Atrium ed Arte

Die Galerie Atrium ed Arte war eine Galerie in Wien, die von 1996 bis 2011 bestand.
Die Galerie wurde 1996 als Non-Profit-Space gegründet. Es wurden pro Jahr vier bis sechs Ausstellungen zeitgenössischer Kunst veranstaltet, in deren Rahmen jeweils Lesungen, Kunstgespräche, Konzerte oder Performances stattfanden. Arbeiten internationaler zeitgenössischer Künstler wurden zu Literatur und musikalischen Beiträgen in Beziehung gesetzt. Silvia Maria Grossmann leitete die Galerie und war verantwortlich für das Galerieprogramm. Die Galerie wurde 2001, 2003 und 2006 mit einem Preis des „Engagierten Auges“ der Stadt Wien ausgezeichnet.
Mit folgenden Künstlern und Schriftstellern arbeitete die Galerie seit 1996 zusammen: Friedrich Achleitner, Ona B., Michael Blank, Christoph Braendle, Michael Donhauser, Tarek Eltayeb, René Fehr-Biscioni, Hannes Fladerer, Zsuzsanna Gahse, Barbara Graf, Hans Häfliger, Philipp Harnoncourt, Karen Holländer, Bodo Hell, Heinz Janisch, Ivan Kafka, Richard Kaplenig, Margret Kreidl, Martin Kubaczek, Brigitta Malche, Hazem El Mestikawy, Hiromi Miyamoto, Rosa Maria Plattner, Fritz Ruprechter, Didi Sattmann, Ferdinand Schmatz, Julian Schutting, Oswald Stimm, Kurt Straznicky, Kazuaki Tanahashi, u. v. a.
Folgende Musiker hatten eine Performance in der Galerie: Marwan Abado, Karlheinz Essl, Clementine Gasser, Miki Liebermann, Andy Manndorff u. a.
Die Galerie wurde mit Ende des Jahres 2011 geschlossen.